# Melvyn Grant
Melvyn Grant, född 1944, är en amerikansk illustratör, som tecknar allt från skräck till fantasi. Han har bland annat ritat omslag till heavy metal-bandet Iron Maidens album, Fear of the Dark 1992, Virtual XI 1998, Death on the Road, 2005 och singeln The Reincarnation of Benjamin Breeg 2006.